# Sociedad de Fomento de San Sebastián

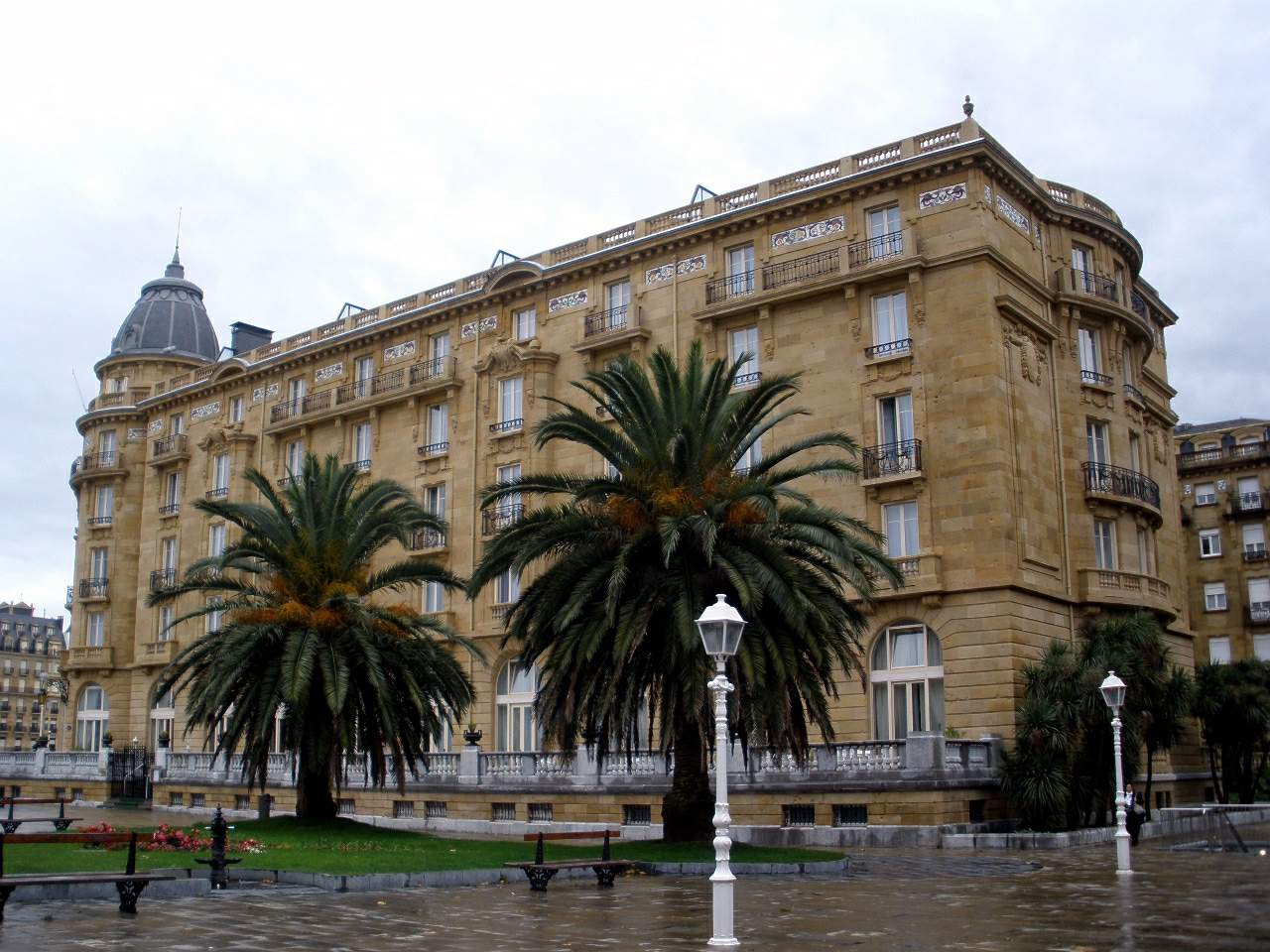
Hotel María Cristina

La Sociedad de Fomento de San Sebastián (España) se creó en 1902 como una fundación por iniciativa privada  para impulsar proyectos que engrandecieran la ciudad.
A los promotores originales del proyecto se sumaron la "Unión Artesana" y la empresa propietaria del Gran Casino.
El primer paso de Fomento San Sebastián fue comprar la plaza de toros de Atocha para que volviera a acoger corridas de toros.
Uno de los proyectos más importantes a lo largo de su historia fue la construcción del Hotel María Cristina en 1912.
Actualmente Fomento de San Sebastián Sociedad Anónima es una sociedad pública municipal dedicada a la promoción y al desarrollo económico y social de la ciudad.

## Historia y proyectos más importantes
La primera actuación de Fomento de San Sebastián fue la compra de  la plaza de toros de Atocha para que volviera a acoger corridas de toros.
1912 fue un año importante para la Sociedad. Inauguró el Hotel María Cristina, el Balneario la Perla del Océano y el Teatro Victoria Eugenia. Infraestructuras construidas por Fomento San Sebastián para  para atraer el turismo de élite a la ciudad.

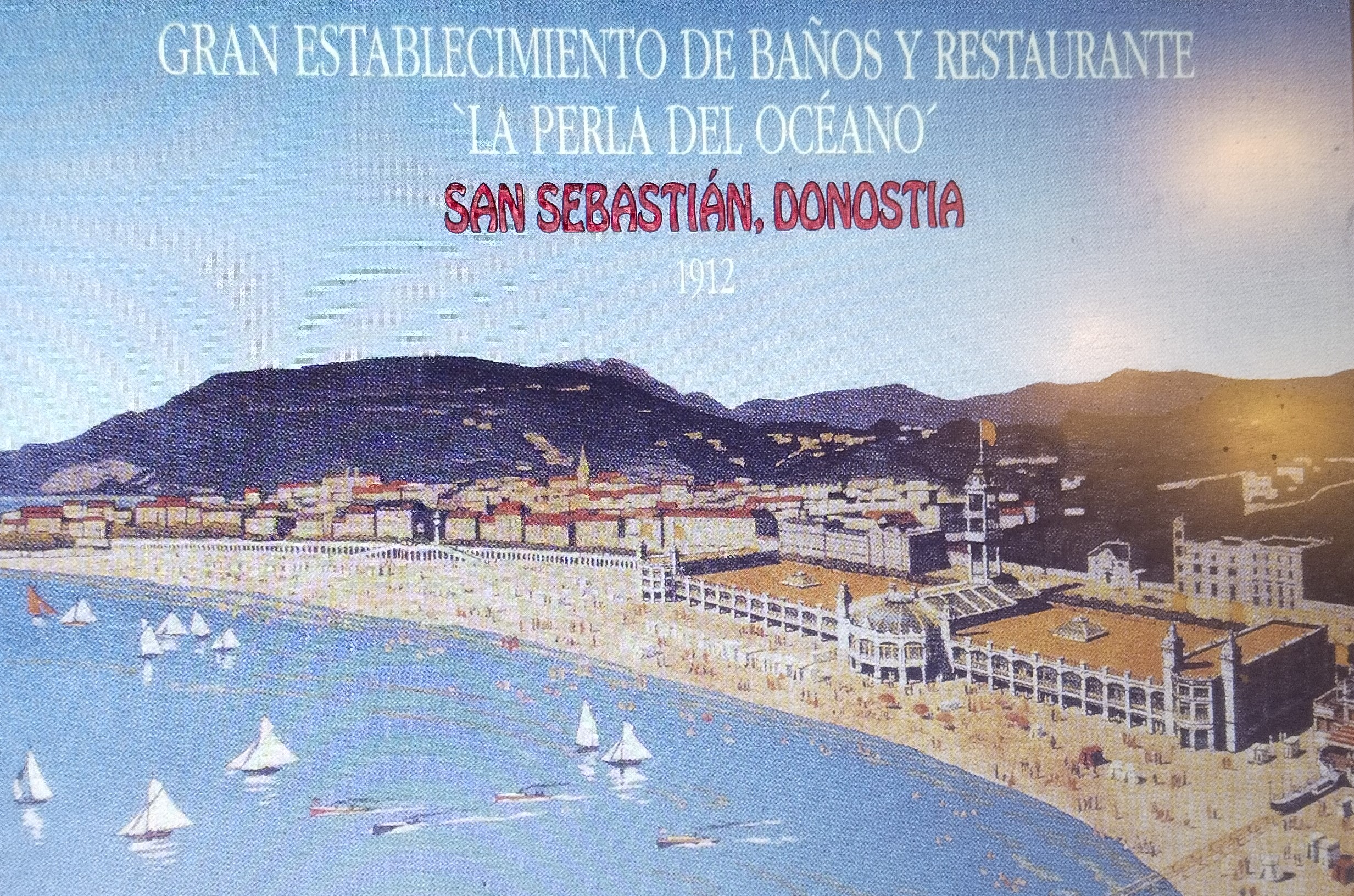
La Perla del Océano. San Sebastián

En 1916 se desarrolló una época de gran esplendor donostiarra, la belle époque, coincidente  con la Gran Guerra Mundial. En ese  período San Sebastián se convirtió en el centro de reunión europeo de las clases acomodadas. Desde Fomento San Sebastián se puso en marcha  el Hipódromo Municipal de San Sebastián supliendo a las carreras de caballos que se disputaban en hipódromos europeos.
En 1922 impulsó la creación del  Gran Casino y Teatro del Kursaal, a cuya inauguración asistió la Reina María Cristina de Habsburgo.
En años posteriores impulsaron eventos deportivos como una etapa del Tour de Francia en 1992, mundial de ciclismo en ruta de 1997, etc.
Impulsó manifestaciones culturales como el Festival de Jazz de San Sebastián entre otras.
Respecto al ámbito científico creó en  2011  80 apartamentos y  abrió sus puertas el edificio Talent House. Se trata de una residencia para investigadores y servicios de acogida para personal de alto nivel relacionado con la I+D+i. 
En el año 2013 y con el objetivo de impulsar la cultura de la innovación y visibilizar el ecosistema de la ciudad organizó en San Sebastián la primera Semana de la Innovación. Un trabajo  en colaboración con empresas innovadoras, centros tecnológicos y de investigación, universidades y centros educativos, así como otras entidades vinculadas al cine, la fotografía, la gastronomía, la ciencia y el deporte.
En definitiva, su actividad ha sido y es fundamental para el impulso de la ciudad en variadas iniciativas.